# 林吉裕
林吉裕（1965年—），筆名五兆，台灣藝術家，為台日美術協會理事長。
林吉裕畢業於國立臺灣師範大學美術學系藝術研究所，擅長繪畫、編織和雕刻，並將三種技法結合，自創「砍劈編織法」，在作品體現出中華文化。其作品曾在台灣、中國大陸、日本展出。2021年，《Art Market Magazine》從該屆參與義大利佛羅倫斯雙年展的千餘位藝術家中選出11位進行報導，林吉裕是唯一獲得報導的亞洲藝術家。